# Alexandr Ptuško
Alexandr Lukič Ptuško (rusky Александр Лукич Птушко, ukrajinsky Олександр Лукич Птушко; 19. dubna 1900 Luhansk – 6. března 1973 Moskva) byl sovětský filmař narozený na Ukrajině. Často byl zván „sovětský Disney“ nebo „král ruské pohádky“. Rád kombinoval hrané pasáže s animací a loutkami (např. Zlatý klíček, Nový Gulliver). Často zpracovával ruskou a severskou mytologii (Ilja Muromec, Sadko, Sampo) a ruskou literární klasiku, zejména Puškina (Ruslan a Ludmila, Pohádka o caru Saltánovi, Skazka o rybake i rybke) či Alexandra Grina (Nachové plachty). Pohádku Kamenný kvítek natáčel krátce po druhé světové válce v barrandovských ateliérech v Praze. Pohádka pak získala v roce 1946 Velkou mezinárodní cena za barevný film na festivalu v Cannes. Za režii pohádky Sadko získal Ptuško Stříbrného lva na Benátském filmovém festivalu roku 1953. V roce 1957 získal titul národní umělec.